# Olivier Föllmi
 (mars 2022).
Si vous disposez d'ouvrages ou d'articles de référence ou si vous connaissez des sites web de qualité traitant du thème abordé ici, merci de compléter l'article en donnant les références utiles à sa vérifiabilité et en les liant à la section « Notes et références ».
 (octobre 2022).
Pour les articles homonymes, voir Föllmi.
Olivier Föllmi, né le 28 février 1958 à Saint-Julien-en-Genevois, est un photographe écrivain d'origine suisse, italienne et française.

## Biographie
En 1976, Olivier Föllmi part traverser la piste du centre en Afghanistan et faire l’ascension du Mir Samir (5 809 m). L’année suivante, il commence un tour du monde qu’il ne finira pas, aimanté par l’Himalaya et la découverte du Ladakh-Zanskar qui vient de s’ouvrir au tourisme et qui l’amène à être fasciné par les peuples et la culture tibétaine.
De ses séjours himalayens naît le livre Deux hivers au Zanskar (1980 et 1981), qui le fait connaître. Mais c’est avec son reportage sur Le Fleuve Gelé, primé au World Press Photo en 1990 et la parution du livre photo du même nom qu’Olivier Föllmi connait un véritable succès.
Olivier Föllmi devient ensuite conférencier pour Connaissance du Monde et participe en tant que photographe d’expédition à de nombreuses ascensions sur les montagnes du monde entier. Il travaille également pour de prestigieux magazines:  Paris Match, Grands Reportages,
À la fin des années 1990, Olivier Föllmi est scénariste, régisseur et photographe du film documentaire Les Moissonneurs de l’Himalaya. Il occupe à nouveau ces fonctions pour le documentaire Les Bergers de l’Hiver pour Canal + dont il est en plus le co-réalisateur.
A partir de 1998, Olivier Föllmi figure dans le Who's Who in France, parmi les biographies de personnes vivantes « qui comptent » en France.
À partir de 2003, il parcourt et photographie le monde durant huit ans pour la collection de sept livres Sagesses de l’Humanité qu’il développe avec Danielle Pons Föllmi, traduite en sept langues et publiée à 1 800 000 exemplaires.

## Conférencier
- 1983 : 1re tournée de trois mois pour Grands Reportages[5]avec Zanskar, un voyage hors du temps
- 1988 : Conférences pour Connaissance du Monde
- 1989 : Conférence-exposition au Veethi Sankul (musée Indira Gandhi Rashtriya Manav Sangrahalaya) de New-Delhi[12] et au Musée Guimet à Paris
- 1992–1998 : Conférences pour Connaissance du Monde[13], il fait le tour de l’Europe francophone durant sept années pour projeter sa multivision à 9 projecteurs Caravane tibétaine, le Fleuve gelé (1 400 conférences)
- 2013 : 40 conférences en Suisse Romande[14] de Fleuve gelé – Fleuve de Vie
- 2016 : 37 conférences au Canada[15] pour l’impresario canadien Les grands Explorateurs
- 2018 : Fin des tournées de projections Fleuve Gelé - Fleuve de Vie et dernières conférences avec Connaissance du Monde

### ONG
En 1992, il est co-fondateur avec Danielle Pons Föllmi de Hope(Hope Organisation for People and Education), ONG uniquement gérée par Danielle Pons Föllmi depuis 2010.
En 2013, il co-fonde l’association Olivier Föllmi qui soutient des projets humanitaires et artistiques.

### Les éditions Föllmi
2002 : Création des éditions Föllmi pour la collection Sagesses de l’Humanité et différents partenariats éditoriaux.

## Vie privée
Olivier Föllmi se marie le 9 juin 1984 avec Danielle Pons, médecin anesthésiste, avec qui il collabore sur le projet éditorial «Sagesses de l’Humanité». Le couple devient tuteur de 2 enfants du Zanskar et adopte 2 enfants tibétains.
Le 19 mai 2018, Olivier Föllmi se remarie avec Véronique Girod.

## Prix et distinctions
- World Press Photo[2] 1990 Primé parmi les meilleurs reportages du monde avec "Le Fleuve Gelé"
- Nomination au visa d’or – Visa pour l’image Perpignan[22] 1999 avec «Les forçats de l’Himalaya»

## Expositions
- Décembre 2021 à mars 2022 exposition au couvent des Minimes[23] à Perpignan
- Mars 2019 Image de Marque[24]
- 2018 Forum de Bonlieu Annecy[25] Bangkok
- 2013 Genève SIG[26] dans les bâtiments de force motrice
- 2011 Expo Islande à Montier en Der[27]
- Exposition des Sagesses d’Afrique au festival Peuples et Nature de la Gacilly[28] (France)
- 2005 Exposition urbaine de 100 photographies de sagesses tibétaines, indiennes et africaines sur la Via Dante à Milan[29]
- 1999 Visa pour l’Image - Perpignan – Les forçats  de l’Himalaya[30]
- 1990 Visa pour l’Image - Perpignan  – Le Fleuve Gelé[30]

## Jury
- 2022 Président du concours Photo Genève Festival[31]
- 2016 Président jury Écrans de l’Aventure à Dijon[32]
- 2016 Stage photo et président des premiers pas de l’aventure au Grand Bivouac[33]
- 2015 Membre du jury du concours photographe Voyageur au Salon du livre de Genève[34]
- Membre du jury du 13e festival international de films d’Aventure de Royan[35]
- Membre du jury du Festival de film d’aventure d’Autrans[36] 2001 et 2012

## Publications
- Olivier Föllmi, Deux hivers au Zanskar, Genève, Olizane (réimpr. 1988, 1993) (1re éd. 1983) (ISBN 978-2880860462)
- Olivier Föllmi, Signes, Espaces, Genève, Olizane/Vilo, 1985, 140 p. (ISBN 2-88086-033-4)
- Olivier Föllmi, Asie centrale, Mustagh Ata, Genève, Olizane, 1988 (ISBN 978-2880860585)
- Olivier Föllmi, Zanskar, Paris, Editions Nathan image, 1988 (ISBN 2-09-290063-3)
- Le Fleuve Gelé, Olivier Föllmi, 1990, Editions Nathan images  (ISBN 978-2732421872)
- Caravane pour une école, Olivier Föllmi, 1990 (récit) Editions Nathan images [37]
- L'école au bout du Fleuve, Olivier Föllmi, 1990, Editions Nathan images [38]
- Terre de sel, terre de gel, Olivier Föllmi, 1992, Editions SDE & Editions Olizane [39]
- Bhoutan, le temps d'un royaume, Olivier Föllmi, 1993, Editions SDE & Editions De la Martinière [40]
- Hommage au Tibet, Olivier Föllmi, 1995, Editions SDE & Editions De la Martinière  (ISBN 978-2732421674)
- Les Enfants de l'Espoir: l’histoire des enfants réfugiés du Tibet, Olivier et Danielle Föllmi, calligraphies de Lhakpa Tséring Sharley, 1996, Editions De la Martinière jeunesse  (ISBN 978-2732422145)
- Si loin des Hommes, si près des dieux, Olivier Föllmi, peintures de Rapkar Wangchuk 1997, Editions De la Martinière [41]
- L'horizon des dieux, Olivier Föllmi, calligraphies de Jigmé Douche, 1998 Editions SDE et De la Martinière [42]
- Les Bergers de l'hiver, Olivier et Danielle Föllmi, 1998, Editions De la Martinière,  (ISBN 978-2732425900)
- Rhône Alpes, Olivier Föllmi, 2001, Editions National Geographic[43]
- Himalaya bouddhiste, Olivier et Danielle Föllmi et Matthieu Ricard, 2002, Editions De la Martinière,  (ISBN 978-2732428741)
- Offrandes, 365 pensées de maîtres bouddhistes, Olivier et Danielle Föllmi, 2003  (ISBN 978-2732429663)
- Hommage à l'Himalaya et à ses peuples, Olivier Föllmi, 2004 Editions De la Martinère  (ISBN 978-2732431390)
- Sagesses, 365 pensées de maîtres de l'Inde, Olivier et Danielle Föllmi, 2004, Editions De la Martinière  (ISBN 978-2702896464)
- Origines, 365 pensées de sages africains, Olivier et Danielle Föllmi, 2005  (ISBN 978-2286010287)
- Hommage à l'Inde, Olivier Föllmi, 2005, Editions De la Martinière  (ISBN 978-2732432960)
- Révélations, 365 pensées d'Amérique latine, Olivier et Danielle Föllmi, 2006, Editions De la Martinière  (ISBN 978-2732434216)
- Hommage à l'Afrique, Olivier Föllmi, 2005, Editions De la Martinière  (ISBN 978-2732441269)
- À hauteur d'enfants, Olivier Föllmi, 2007, Editions De la Martinière (ISBN 978-2732435787)
- Éveils, 365 pensées de sages d'Asie, Olivier et Danielle Föllmi, 2007, Editions De la Martinière  (ISBN 978-2732435732)
- Hommage à l'Amérique Latine, Olivier Föllmi, 2007, Editions De la Martinière  (ISBN 978-2732435749)
- Souffles, 365 pensées de sages d'Orient, Olivier et Danielle Föllmi, calligraphies de Ismet Bozbey, 2008, Editions De la Martinière (ISBN 978-2732437408)
- Conseils d'un photographe voyageur, Olivier Föllmi, 2008, Editions De la Martinière  (ISBN 978-2732437613)[44]
- Hommage à l'Asie, Olivier Föllmi, 2008, Editions De la Martinière  (ISBN 978-2732437460)
- Femmes d'Éternité, Olivier et Danielle Föllmi, 2009, Editions De la Martinière  (ISBN 978-2732440071)
- Hommage à l'Orient, Olivier Föllmi, 2009, Editions De la Martinière   (ISBN 978-2732439471)
- Espoirs, 365 clés de la pensée occidentale, Olivier et Danielle Föllmi, 2009, Editions De la Martinière  (ISBN 978-2732439495)
- Sagesses de l'humanité, Coffret, Olivier et Danielle Föllmi, 2010, Editions De la Martinière  (ISBN 978-2732441375)
- Le bal de l'Univers, Olivier Föllmi, textes Hubert Reeves, 2012, Editions De la Martinière  (ISBN 978-2732455938)
- Birmanie, rêve éveillé, Olivier Föllmi, textes Charles Genoud, 2013, Editions Olizane,  (ISBN 978-2-88086-419-4)
- Pèlerinage au Tibet: Autour du Mont Kailash, Olivier Föllmi et Jean-Marie Hullot, 2017, Editions Hozhoni,  (ISBN 978-2372410397)
- My Himalaya, Olivier Föllmi, 2018, Editions teNeues,  (ISBN 978-3-96171-165-9)
- L'œil et le pinceau, Olivier Föllmi et Sonia Privat, 2019, Editions Magellan&Cie  (ISBN 978-2350745701)
- Graines d'Éveil, Olivier Föllmi, 2020, Editions Michel Lafon  (ISBN 2749944678)